# 어드밴스드 인포 서비스
어드밴스드 인포 서비스(Advanced Info Service)는 태국의 유무선 통신 서비스 업체로 인터치 홀딩스(Intouch Holdings)의 계열사이다. 태국 전역으로 소재지는 방콕에 위치하고 있다. 1986년 4월 24일(태국 태양력 2529년)에 설립되였으며, 설립자는 탁신 친나왓(ทักษิณ ชินวัตร)이 있다.

## 자회사
- M페이(mPay) - 모바일 전자지갑 서비스

## 서비스 품목
- 와이파이 넷스팟(Wi-Fi hotspots)
- 넥스트 G(Next G)
- AIS 플레이(AIS Play) - IPTV 사업자